# Cantó de Coulonges-sur-l'Autize
El cantó de Coulonges-sur-l'Autize és un cantó francès del departament de Deux-Sèvres, situat al districte de Niort. Té 14 municipis i el cap és Coulonges-sur-l'Autize.

## Municipis
- Ardin
- Béceleuf
- Coulonges-sur-l'Autize
- Faye-sur-Ardin
- Fenioux
- La Chapelle-Thireuil
- Le Beugnon
- Le Busseau
- Puihardy
- Saint-Laurs
- Saint-Maixent-de-Beugné
- Saint-Pompain
- Scillé
- Villiers-en-Plaine

## Història
| Data d'elecció                           | Identitat          | Partit                                  | Qualitat |
| ---------------------------------------- | ------------------ | --------------------------------------- | -------- |
| 1945-1949                                | Dr Auchier         | rad                                     |          |
| 1949-1967                                | Philippe de Chabot | Divers droite                           |          |
| 1967-1979                                | M. Vallet          | SFIO, després PS, després divers gauche |          |
| 1979-2004                                | Gabriel Bichon     | Divers droite                           |          |
| 2004-                                    | Christian Bonnet   | Divers droite                           |          |
| les dades anteriors no són pas conegudes |                    |                                         |          |
|                                          |                    |                                         |          |

## Demografia
| A partir de 1990: Població sense dobles comptes |